# Bandiera sinistra di Sonid
La bandiera sinistra di Sonid (苏尼特左旗S, Sūnítè Zuǒ QíP) è una bandiera della Cina, situata nella regione autonoma della Mongolia Interna e amministrata dalla lega di Xilin Gol.